# サムデイ (芸能事務所)
株式会社サムデイ（英: SOMEDAY Inc.）は、かつて日本の東京都港区に本社を置いていた芸能プロダクション。バーニングプロダクションの子会社であった。

## 概要
1993年10月に髙橋裕が設立。タレントや歌手を「ENTERTAINMENT」、元アスリート選手を「SPORTS」と2つの部門に分けてマネジメントを行っていた。取締役の木村正明は、大物歌手や有名芸能人のイベント企画を多数手掛けている株式会社オフィスプロペラの代表取締役社長である。バーニングプロダクションの子会社で、グループ傘下の事務所である。また、同じバーニングプロダクション系列の株式会社プロシード、株式会社ビッグアップル、株式会社プロダクションオーロラの取締役にも名を連ねている。尚、ビッグアップルは同事務所が入居しているビルの3階に所在している。
2024年11月21日、年内をもって廃業する方針であることが報じられる。11月27日、債務超過に陥ったため同月25日に東京地方裁判所に対して破産手続開始決定の申立てを行った旨が発表された。所属タレント及び従業員に対しては事前に知らされることなく破産申立てに至ったという。そして11月28日に東京地方裁判所から破産手続開始決定を受けた。負債総額は約2億5000万円。
所属タレントについては12月26日頃までを目途にマネジメント残務を処理することとしている。

## 倒産時まで所属していたタレント
ENTERTAINMENT
- 藤原紀香
- 篠田麻里子（元AKB48）
- 松井咲子（元AKB48）
- 土屋巴瑞季
- 奈良富士子
- 椎名法子
- 宮本エリアナ（2015年度ミス・ユニバース・ジャパングランプリ）
- ドン小西
- 若林史江
- 田中康夫
- 内木志（元NMB48）
- 須賀京介
- 新沼凛空
- 宝持沙那

SPORTS
- 山本昌邦
- 宮澤ミシェル
- 福西崇史
- 三浦淳寛
- 鈴木亨
- 都築龍太（さいたま市議会議員）
- 伊藤華英
- 中川真依
- ホセ・ルイス・チラベルト

## 倒産前に退社していた所属していたタレント・アスリート
- 宇津井健（在籍中に死去）
- 大塚良子
- 小倉隆史
- 影山正美
- 加藤あい
- 瀬戸カトリーヌ
- 高山善廣
- 筑間はこべ
- 中丸新将
- 新田守男
- 福永泰
- 細川茂樹
- 薬師寺保栄
- 山田卓也

## 関連会社
- ハイタイド
- バーニングプロダクション